# Piccardthof (wijk)
De Piccardthof is een jonge wijk van de Nederlandse stad Groningen.
De wijk ligt in het zuidwesten van de stad Groningen, ingeklemd tussen het noordelijk gelegen stad-Groninger Stadspark, de eveneens stad-Groninger Hoornse wijken met Corpus den Hoorn en Hoornse Park aan de zuid- en oostkant, en het Drentse Eelderwolde met de nieuwbouwwijk Ter Borch aan de westkant. De grens van de wijk loopt vanaf de Weg Der Verenigde Naties via de grens tussen de volkstuinen van het complex Piccardthof en het sportpark Corpus den Hoorn langs de Schweitzerlaan en het natuurgebied de Piccardthofplas naar de Paterswoldseweg en dan via de Ter Borchlaan en de provinciegrens terug naar de Weg Der Verenigde Naties. De wijk is in navolging van het volkstuincomplex vernoemd naar Jan Hendrik Herman Piccardt.
Na de verkoop van enkele kavels aan de straten Kuifeend en Aalscholver zijn in 2022 de laatste woningen gebouwd die vrijwel geheel in de periode tussen 2000 en 2010 is verrezen.

## Straten
In de Piccardthof zijn alle straten naar watervogels vernoemd. Deze vogels zijn ook allemaal in de wijk gesignaleerd.
- Aalscholver
- Grutto
- Kuifeend
- Lepelaar
- Rietgans
- Roerdomp
- Snip
- Waterhoen
- Zwaan

De woningen aan de Groningse kant van de Ter Borchlaan worden vaak ook tot de wijk gerekend.

## Woningen
De wijk omvat circa 400 woningen met ongeveer 1350 bewoners. Ongeveer 2/3 hiervan is gebouwd door projectontwikkelaar en bouwer Wilma (later BAM). De overige zijn door particuliere bewoners ontworpen, doorgaans in samenwerking met een architect. De wijk wordt geacht een jaren 1930-sfeer uit te stralen en de architectenbureaus die zeven verschillende typen projectwoningen hebben ontworpen kregen nadrukkelijk de opdracht zich te laten inspireren door deze periode. Alle woningen behoren tot het duurdere segment met prijzen die uiteenlopen van ongeveer 350.000 euro tot meer dan 1 miljoen euro (prijspeil 2010).

## Voorzieningen
Bewust zijn er in de wijk geen winkels gepland. Bewoners worden geacht gebruik te maken van winkels in de Groninger wijken Hoornse Meer en Corpus den Hoorn.
Er is in de wijk alleen een kavel gereserveerd voor een vorm van dienstverlening zoals een advocatenkantoor, een crèche of een arts. Een concreet plan voor een omvangrijk multifunctioneel gebouw met een zevental voorzieningen is niet doorgegaan na protest van de wijkbewoners die parkeer- en verkeersoverlast vreesden en meenden dat de omvang niet in overeenstemming was met het bestemmingsplan. In 2011 is ten zuiden van de Piccardthofplas een pad met zitje en vogelkijkplaats ingericht, bedoeld voor natuureducatie en ontspanning. Ook zijn er op verschillende plaatsen in de wijk speelvoorzieningen.
Inmiddels is in de aangrenzende wijk Ter Borch een multifunctioneel complex gekomen, met een basisschool, kinderopvang, een gymnastiekzaal, buurtvoorzieningen en medische voorzieningen. Hier is ook een supermarkt gepland, die echter omstreden is.
In het aangrenzende recreatiegebied rond het Paterswoldse Meer zijn talloze horecagelegenheden en recreatiefaciliteiten.

## Activiteiten
In de wijk is een actieve bewonersvereniging met dito werkgroepen en commissies. Ieder jaar organiseert de feestcommissie van de bewonersvereniging een wijkfeest. Het thema van 2008 was kunst en kitsch, van 2010 Hollywood. Een onderdeel van dit wijkfeest is de 4 mijl van de Piccardthof, waarbij een rondje om de Piccardthofplas wordt gemaakt. Andere activiteiten tijdens het feest waren een straatvoetbaltoernooi, talentenjacht, draaimolen, springkussen, eten, dansen enz. Drie keer in het jaar wordt er een nieuwsbrief verspreid met al het nieuws en de activiteiten van de wijk. In aansluiting daarop beheert de bewonersvereniging een website. De kunstwerkgroep streeft naar meer kunst in de wijk. In maart 2009 heeft er een tijdelijk beeld gestaan bij de ingang van de straat Snip. Ook is een permanent kunstwerk opgericht in de vorm van drie zwerfkeien uit de wijk. In 2012 is hieraan een groot kunstwerk toegevoegd, “de Peren” van Gert Jan Mulder. Enige jaren was er een avond 'Gluren bij de buren' waarbij wijkbewoners hun culturele gaven toonden. Andere werkgroepen hebben er voor gezorgd dat verkeersoverlast is beperkt en dat er een pluktuin is gekomen.